# Holatyn Górny
Holatyn Górny (ukr. Горішнє) – wieś na Ukrainie w rejonie łuckim obwodu wołyńskiego.
Do 2020 w rejonie horochowskim. 

## Historia
Pod koniec XIX w. wieś w powiecie dubieńskim.

## Zamek
Zamek w Holatyniu Górnym został wybudowany w XV w. przez ród Holatyńskich. Pod koniec XIX w. po zamku pozostały wały.